# Norrsunda församling
Norrsunda församling är en församling i Märsta pastorat i Upplands södra kontrakt i Uppsala stift i Svenska kyrkan. Församlingen ligger i Sigtuna kommun i Stockholms län.

## Administrativ historik
Församlingen har medeltida ursprung.  
Församlingen utgjorde under medeltiden ett eget pastorat för att därefter till 1998 bilda pastorat med Skånela församling, före 1 oktober 1972 som annexförsamling, därefter som moderförsamling. År 1998 gick Skånela församling upp i Norrsunda församling. Församlingen var från 1998 till 2002 annexförsamling i pastoratet Husby-Ärlinghundra, Norrsunda, Skepptuna och Valsta för att därefter ingå i Märsta pastorat.

## Kyrkor
- Norrsunda kyrka
- Skånela kyrka